# Premier League 2023-2024 (Botswana)
La Premier League 2023-2024 è stata la 46ª edizione della massima divisione del campionato di calcio del Botswana dalla sua nascita nel 1966. Il campionato è iniziato il 7 ottobre 2023 ed è terminato il 1º giugno 2024.
Il Jwaneng Galaxy è la squadra campione in carica e si è riconfermato, vincendo il suo ottavo titolo nazionale.

## Stagione

### Novità
Al termine della scorsa stagione sono state retrocesse in First Division Prisons XI, Extension Gunners e Mogoditshane Fighters, ultime tre classificate del campionato. Al loro posto sono state promosse TAFIC e Matebele, vincitrici dei due gironi della First Division, insieme con il VTM, vincitore degli spareggi promozione.

### Formula
Le 16 squadre partecipanti giocano un girone all'italiana con partite di andata e ritorno, per un totale di 30 giornate. Al termine della stagione, la prima classificata è campione del Botswana e si qualifica per la CAF Champions League 2024-2025, mentre la seconda classificata si qualifica per la Coppa della Confederazione CAF 2024-2025. 
Diversamente dalla precedente stagione che prevedeva due retrocessioni, le ultime quattro classificate vengono retrocesse in First Division, a fronte di due sole promozioni previste, a causa della riforma del campionato che prevede una riduzione delle squadre partecipanti.

## Squadre partecipanti
| Squadra            | Città        | Stagione precedente        |
| ------------------ | ------------ | -------------------------- |
| BDF XI             | Gaborone     | 10° in Premier League      |
| Eleven Angels      | Francistown  | 6° in Premier League       |
| Gaborone United    | Gaborone     | 2° in Premier League       |
| Holy Ghost         | Gaborone     | 13° in Premier League      |
| Jwaneng Galaxy     | Jwaneng      | Campione del Botswana      |
| Masitaoka          | Gaborone     | 7° in Premier League       |
| Matebele           | Matebeleng   | 1° in First Division South |
| Morupule Wanderers | Palapye      | 12° in Premier League      |
| Nico Utd           | Selebi Pikwe | 11° in Premier League      |
| Orapa United       | Orapa        | 3° in Premier League       |
| Police XI          | Otse         | 9° in Premier League       |
| Security Systems   | Otse         | 5° in Premier League       |
| Sua Flamingoes     | Serowe       | 8° in Premier League       |
| TAFIC              | Francistown  | 1° in First Division North |
| Township Rollers   | Gaborone     | 4° in Premier League       |
| VTM                | Gaborone     | 2° in First Division South |

## Classifica
|                     | Pos. | Squadra            | Pt | G  | V  | N  | P  | GF | GS | DR  |
| ------------------- | ---- | ------------------ | -- | -- | -- | -- | -- | -- | -- | --- |
| Botswana (bandiera) | 1.   | Jwaneng Galaxy     | 65 | 30 | 20 | 5  | 5  | 45 | 17 | +28 |
|                     | 2.   | Township Rollers   | 64 | 30 | 19 | 7  | 4  | 52 | 16 | +36 |
|                     | 3.   | Gaborone United    | 63 | 30 | 19 | 6  | 5  | 50 | 20 | +30 |
|                     | 4.   | Security Systems   | 44 | 30 | 13 | 5  | 12 | 39 | 40 | -1  |
|                     | 5.   | TAFIC              | 38 | 30 | 10 | 8  | 12 | 32 | 37 | -5  |
|                     | 6.   | VTM                | 37 | 30 | 10 | 7  | 13 | 31 | 33 | -2  |
|                     | 7.   | Sua Flamingoes     | 36 | 30 | 10 | 6  | 14 | 36 | 32 | -4  |
|                     | 8.   | BDF XI             | 36 | 30 | 8  | 12 | 10 | 21 | 23 | -2  |
|                     | 9.   | Masitaoka          | 36 | 30 | 9  | 9  | 12 | 25 | 29 | -4  |
|                     | 10.  | Orapa United       | 32 | 30 | 7  | 11 | 12 | 27 | 27 | 0   |
|                     | 11.  | Matebele           | 32 | 30 | 7  | 11 | 12 | 32 | 36 | -4  |
|                     | 12.  | Nico Utd           | 32 | 30 | 7  | 11 | 12 | 27 | 33 | -6  |
|                     | 13.  | Morupule Wanderers | 30 | 30 | 7  | 9  | 14 | 35 | 44 | -9  |
|                     | 14.  | Eleven Angels      | 25 | 30 | 5  | 10 | 15 | 28 | 44 | -16 |
|                     | 15.  | Police XI          | 24 | 30 | 5  | 9  | 16 | 23 | 42 | -19 |
|                     | 16.  | Holy Ghost         | 23 | 30 | 5  | 8  | 17 | 20 | 50 | -30 |

Legenda
      Campione del Botswana e ammessa alla CAF Champions League 2024-2025.
      Ammessa alla Coppa della Confederazione CAF 2024-2025.
      Retrocessa in seconda divisione 2024-2025.
Note:
Tre punti a vittoria, uno a pareggio, zero a sconfitta.